# Friedrich Wilhelm Ludwig Suckow
Friedrich Wilhelm Ludwig Suckow) (Heidelberg, 1770 - Mannheim, 21 de junio de 1838) fue un médico, y botánico alemán.

## Biografía
Realizó sus estudios de grado en la Universidad de Heidelberg, graduándose en 1813 con la tesis "Myologia insectorum ...". Su padre era el también naturalista Georg Adolf Suckow.
Fue profesor de investigación de la Naturaleza (Ciencia Natural) y curador del Museo de Historia Natural en Mannheim.

## Algunas publicaciones
- 1813. Myologiae Insectorum specimen de Astaco fluviatili cum aliis anatomicis disquisitionibus. Disertación inaugural. 48 p.
- 1818. Anatomisch-physiologische Untersuchungen der Insecten und Krustenthiere. 70 p. con 11 grabados. Engelmann, Heidelberg.
- 1819. Naturgeschichte der Insekten. 262 p. con grabados al cobre. Engelmann, Heidelberg.
- 1822. Flora Mannhemiensis et vicinarum regionum cis- et transrhenanarum. Manhemium
- 1824. Concrementa calculosa im Darmcanale der Wirbelthiere. Bad. Annalen der Heilk. II.
- 1824. Naturgeschichte des Maykäfers (Melolontha vulgaris Fabr. 36 p. con 3 litografías. Con paneles. Verhandlungen des Grossherzoglich Badischen Landwirthschaftlichen Vereins Carlsruhe.
- 1827. Ueber den Winterschlaf der Insecten. Heusinger’s Zeitschrift f. organ. Physik I.
- 1828. Ueber die Respiration der Insecten, insbesondere über die Darmrespiration der Aeschna grandis. Heusinger’s Zeitschrift f. organ. Physik II
- Ueber die Verdauungsorgane der Insecten. Heusinger’s Zeitschrift f. organ. Physik III
- 1837. Osteologische Beschreibung des Wals. Litografía con cinco grabados en cross-Folio. Mannheim
- 1830. Vademecum für Naturaliensammler oder vollständiger Unterricht Säugethiere, Vögel, Amphibien, Fische, Käfer, Schmetterlinge, Würmer, Pflanzen, Mineralien, Petrefacte etc. zu sammeln, zu conserviren und zu versenden. 189 p. Neff, Stuttgart.
- 1832. Das Naturalien-Cabinet : oder gründliche Anweisung, wie der Naturfreund bei naturhistorischen Excursionen und bei dem Sammeln, Ausstopfen, Skeletiren ... der Naturkörper jeder Art, namentlich der Säugethiere, Vögel, Fische, Reptilien, Käfer, Schmetterlinge, Pflanzen, Mineralien, Petrefacte u.s.w. verfährt, wie er sie versenden und in Sammlungen dauernd schön conserviren kann ; Nebst lithogr. Abb. der, beim Naturaliensammeln erforderlichen Werkzeuge 189 p. Neff, Stuttgart.
- 1837. Osteologische Beschreibung des Wals. Mannheim.
- 1838. Osteologische Beschreibung des Delphin-Schädels, verglichen mit dem Schädel des Walls, 12 p. y cuatro paneles litografiados en cross-Folio. Ed. Löffler, Tobias

## Honores

### Membresías
- 1822 Academia Alemana de las Ciencias Naturales Leopoldina.[1]

- La abreviatura «F.W.L.Suckow» se emplea para indicar a Friedrich Wilhelm Ludwig Suckow como autoridad en la descripción y clasificación científica de los vegetales.[2]